# Adolf Scherer
Adolf Scherer (5. května 1938 Priekopa – 22. července 2023 Saint-Gilles) byl slovenský fotbalista, československý reprezentant, držitel stříbrné medaile z mistrovství světa v Chile roku 1962 a bronzové medaile z mistrovství Evropy 1960, účastník mistrovství světa roku 1958 ve Švédsku (zde ovšem nenastoupil), jeden z nejlepších útočníků československé historie. Vnučka Adolfa Scherera Karin (* 1980) byla házenkářkou týmu DHK Baník Most, se kterým se v sezóně 2012/13 stala vítězkou česko-slovenské interligy WHIL, mistryní České republiky a vítězkou čtvrté nejvýznamnejší evropské klubové soutěže Challenge cup (Vyzývací pohár). Po skončení této úspěšné sezóny oznámila konec aktivní činnosti.

## Fotbalová kariéra
V československé reprezentaci odehrál 36 zápasů a vstřelil v nich 22 gólů, z toho tři i na Mistrovství světa 1962 v Chile (dva v semifinále Jugoslávii, jeden ve čtvrtfinále Maďarsku). V letech 1968–1972 působil ve Francii, od roku 1973 tam žije trvale. V Poháru mistrů evropských zemí nastoupil ve 4 utkáních a dal 3 góly.
Začínal v Lokomotívě Vrútky.

## Ligová bilance
| Ročník                                   | Zápasy | Góly | Minuty | Klub                  |
| ---------------------------------------- | ------ | ---- | ------ | --------------------- |
| 1. československá fotbalová liga 1957/58 | 19     | 11   | 1 710  | ČH Bratislava         |
| 1. československá fotbalová liga 1958/59 | 23     | 15   | 2 054  | ČH Bratislava         |
| 1. československá fotbalová liga 1959/60 | 23     | 7    | 1 983  | ČH Bratislava         |
| 1. československá fotbalová liga 1960/61 | 25     | 15   | 2 125  | ČH Bratislava         |
| 1. československá fotbalová liga 1961/62 | 24     | 24   | 2 094  | ČH Bratislava         |
| 1. československá fotbalová liga 1962/63 | 26     | 11   | 2 295  | Slovnaft Bratislava   |
| 1. československá fotbalová liga 1963/64 | 25     | 14   | 2 250  | Slovnaft Bratislava   |
| 1. československá fotbalová liga 1964/65 | 13     | 2    | 1 170  | Slovnaft Bratislava   |
| 1. československá fotbalová liga 1965/66 | 26     | 3    | 2 340  | Lokomotíva VSŽ Košice |
| 1. československá fotbalová liga 1966/67 | 9      | 0    | 810    | Lokomotíva VSŽ Košice |
| 1. československá fotbalová liga 1966/67 | 13     | 5    | 1 158  | VSS Košice            |
| 1. československá fotbalová liga 1967/68 | 22     | 15   | 1 862  | VSS Košice            |
| 1. československá fotbalová liga 1968/69 | 12     | 6    | 997    | VSS Košice            |
| CELKEM 1. čs. liga                       | 260    | 128  | 22 848 |                       |